# 基纳巴卢山的猪笼草
《基纳巴卢山的猪笼草》（Nepenthes of Mount Kinabalu）是仓田重夫所著的关于婆罗洲沙巴的基纳巴卢山及基纳巴卢国家公园附近地区的猪笼草的专著。1976年，该书由沙巴国家公园董事会出版，为沙巴国家公园系列册子的第二本。该专著是仓田重夫在猪笼草属方面最重要的作品，其显著的促进了人们对猪笼草的广泛关注。在该书的序中，仓田重夫写道：
|  | 虽然猪笼草常属会作为基纳巴卢山的植物志中重要的一部分，但在此之前却从未出版过专门论著基纳巴卢山猪笼草的书籍。因此，也为了激起游客对基纳巴卢国家公园中猪笼草的兴趣，沙巴国家公园的助理总监D·V·詹金斯（D.V. Jenkins）想出版一本关于国家公园中物种的指导书，我很高兴的接受了文字创作的请求。 |

因其基纳巴卢山南坡外的其他地区尚未经过考察，所以该书所包含的物种主要限于基纳巴卢山南坡。
仓田重夫共确定了16个产自基纳巴卢山的物种：
- 翼状猪笼草
N. alata，现在被认识是菲律宾特有的物种[4]
- 苹果猪笼草
N. ampullaria
- 二齿猪笼草
N. bicalcarata
- 斑豹猪笼草
N. burbidgeae
- 爱德华猪笼草{
N. edwardsiana
- 暗色猪笼草
N. fusca
- 小猪笼草
N. gracilis
- 劳氏猪笼草
N. lowii
- 奇异猪笼草
N. mirabilis
- 莱佛士猪笼草
N. rafflesiana
- 马来王猪笼草
N. rajah
- 两眼猪笼草
N. reinwardtiana
- 窄叶猪笼草
N. stenophylla
- 毛盖猪笼草
N. tentaculata
- 长毛猪笼草
N. villosa
- Nepenthes sp.
之后被描述为大型平庸猪笼草[5]

其中一些物种并没有在基纳巴卢国家公园中发现，但因其存在于附近地区，所以仓田重夫预计它们也存在于此。此外，还详细介绍了3个已命名了的自然杂交种：
- 哈里猪笼草
N. × harryana
- 虎克猪笼草
N. × hookeriana
- 基纳巴卢山猪笼草
N. × kinabaluensis

基纳巴卢山猪笼草是由仓田重夫命名，且首次出现于该书中。《基纳巴卢山的猪笼草》一书也是最早提及钩唇猪笼草（N. hamata，当时归于齿状猪笼草（N. dentata）名下）的书籍，该物种在该书出版后第八年被正式描述。
唐娜·斯科特（Donna Scott）在1984年的《维多利亚食虫植物协会杂志》中评述了《基纳巴卢山的猪笼草》。